# 大谷光瑞

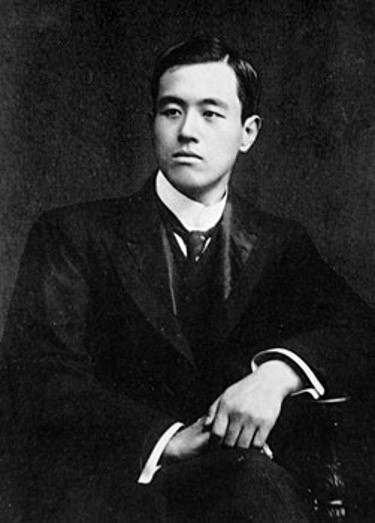
大谷光瑞（27歳）

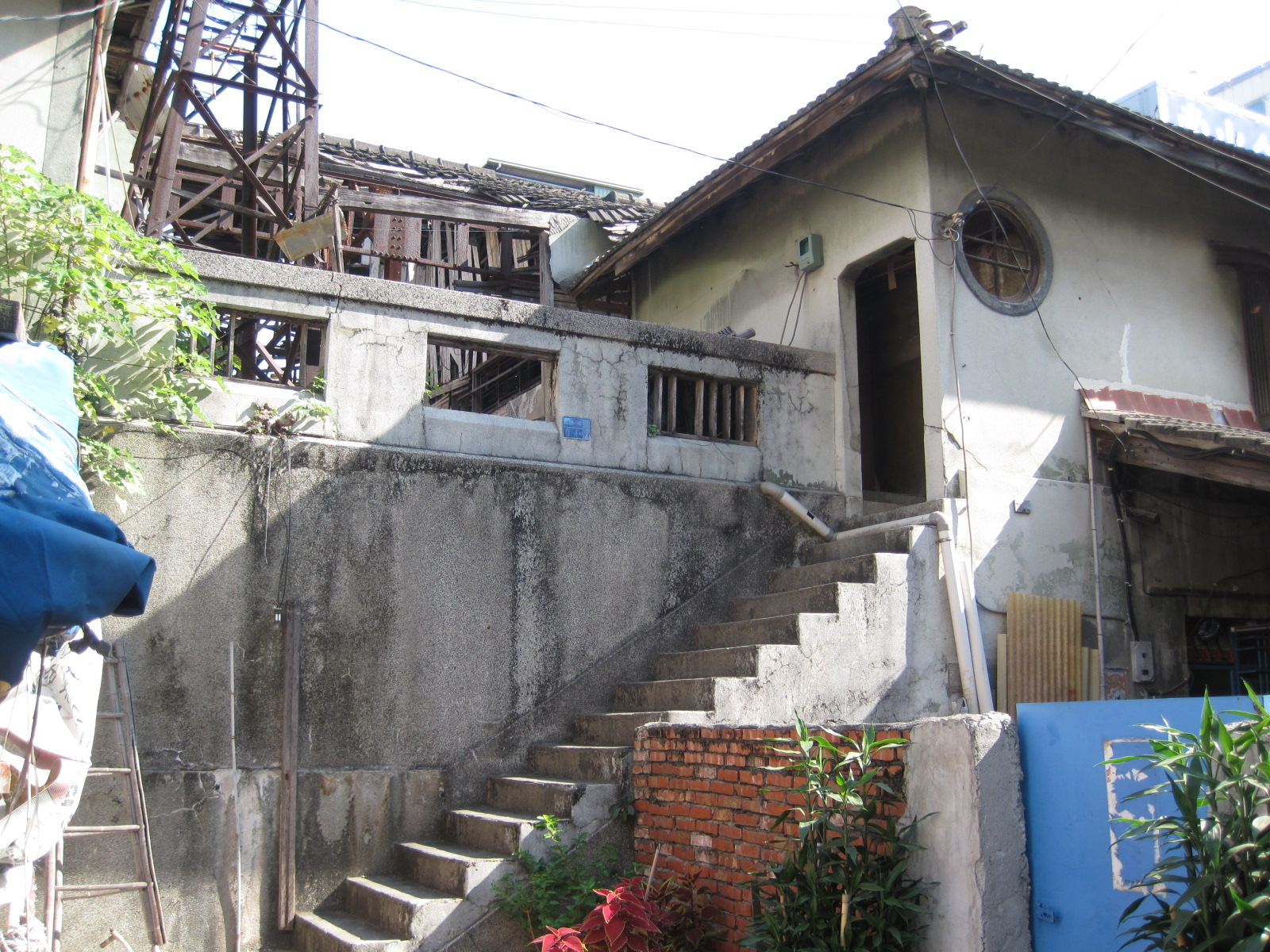
高雄逍遥園（修復前）

大谷 光瑞（おおたに こうずい、1876年（明治9年）12月27日 - 1948年（昭和23年）10月5日）は、日本の宗教家（僧）・探検家。浄土真宗本願寺派第22世法主、伯爵、国営競馬馬主。
諱は光瑞。法名は鏡如上人。院号は信英院。
弟に真宗木辺派の本山錦織寺第20代法主となる木辺孝慈、大谷光明（浄如）、大谷尊由、妹に九条武子がいる。妻は大正天皇の皇后・九条節子の姉・籌子（かずこ）。

## 経歴
第21世法主・大谷光尊（明如上人）の長男として誕生する。幼名は峻麿といった。
1885年（明治18年）、9歳で得度。翌1886年（明治19年）、上京して学習院に入学するが退学。その後、尺振八の開いた共立学舎（当時受験校で知られていた共立学校とは別）という英学校に入学するもやはり退学。京都に帰り前田慧雲（のち東洋大学学長・龍谷大学学長）に学んだ。
1900年12月3日日本を出発、1902年（明治35年）8月15日ロンドンを出発、教団活動の一環として西域探検のためインドに渡り、仏蹟の発掘調査に当たった。1903年（明治36年）1月14日朝、ビハール州ラージギル郊外で長らく位置が判らなかった旭日に照らされた釈迦ゆかりの霊鷲山を発見している。同年に父・光尊が死去し、法主を継職するため3月12日帰国したが、探検・調査活動は1904年（明治37年）まで続けられた。これがいわゆる大谷探検隊（第1次）である。法主継職後も探検を続行させ、1914年（大正3年）まで計3回にわたる発掘調査等が実施された。
法主としては教団の近代化に努め、日露戦争には多数の従軍布教使を派遣。海外伝道も積極的に進めた。
1908年（明治38年）、六甲山麓の岡本（現在の神戸市東灘区）に盟友伊東忠太の設計になる二楽荘を建てる、私設ケーブルカーやプールなどの設備が話題を呼んだ。探検収集品の公開展示・整理の他、英才教育のための私塾である武庫中学（跡地は現在の甲南大学理学部キャンパス）、園芸試験場、測候所、印刷所などを設置。教育・文化活動の拠点とした。
1913年（大正2年）に孫文と会見したのを機に、孫文が率いていた中華民国政府の最高顧問に就任した。
1914年（大正3年）、大谷家が抱えていた巨額の負債整理、および教団の疑獄事件のため法主を辞任し、大連に隠退した。二楽荘と探検収集品もこの時に手放している。現在、これらのコレクションは散逸し、二楽荘も1932年（昭和7年）に火災で焼失した。
隠退後も文化活動を続け、1919年（大正8年）には光寿会を設立して仏典原典（梵字で記述）の翻訳にあたり、1921年（大正10年）には上海に次代を担う人材育成のために策進書院を開校した。
1935年（昭和10年）2月に、ジャワ島で熱帯農業経営の経験があり、台湾農業発展を協力し、台湾総督府の要請に応え、2週間かかり台湾を視察に行った。内地に戻り、台湾訪問に基づき、『台湾島の現在』を著述した。当年10月、熱帯産業調査会は台北で総督府に開催され、また台湾に出席に行った。
1939年（昭和14年）、台湾高雄が将来性があると考えたらしく、当時まだ郊外であった大港埔で、台湾製糖株式会社から土地を購入、大谷農園を開発し始めた。また茶園や果樹園も投資し、レモン、バナナ、パイナップルも缶詰の加工工場へ運送した。

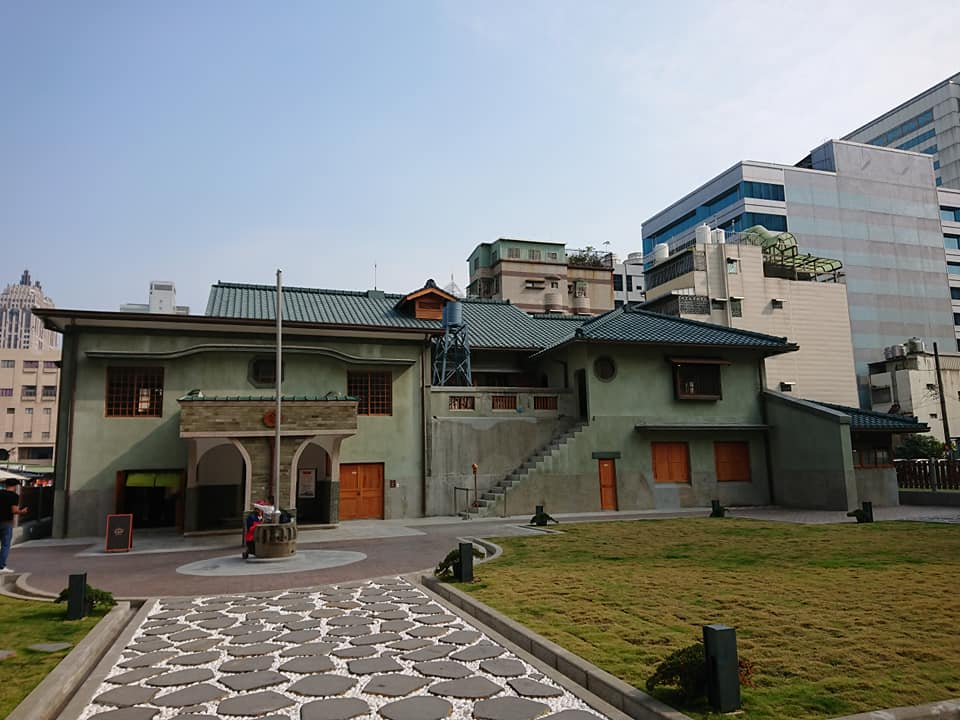
高雄逍遥園（修復後）

1940年（昭和15年）、台湾高雄大港埔で別荘として建設された逍遥園が落成された。
太平洋戦争中は近衞内閣で内閣参議、小磯内閣の顧問を務めた。しかし1945年（昭和20年）に膀胱癌に倒れ、入院中にソ連軍に抑留された。1947年（昭和22年）に帰国し、病気療養のため別府に滞在していた。翌年別府にて没した。この間に公職追放となった。
生前は神戸二楽荘の他、中国の旅順（大谷邸）、大連（浴日荘）、上海（無憂園）、台湾の高雄（逍遥園）、インドネシア（環翠山荘、耕雲山荘）、別府鉄輪別荘などに別荘を設けた。現在の須磨離宮公園はその1つで、1907年（明治40年）に宮内省に買い取られたものでありその代替地として岡本の二楽荘が成った。
晩年の地・別府では、当時国際観光都市建設を目指し、政府に特別都市建設法の立法（1950年（昭和25年）に「別府国際観光温泉文化都市建設法」として制定）を働きかけていた市長・脇鉄一に賛同。助言を与え、自ら私案も立てている。
昭和6年刊の自著において、すき焼きの最良は牛肉で、羊肉や豚肉は劣ると書いている。またすき焼きの真味を知らないゆえに、肉菜の混ぜ煮をすき焼きと呼んでると憂いている。そして、「肉と野菜を同時に煮れば、肉の食べ頃には野菜は生、野菜が煮える頃には肉は硬くなってしまう。肉野菜の混ぜ煮のごときは味のわからぬ貧乏人が聞きかじりで作った調理法であり、真に味を問う者のなすべき料理ではない」と非難している。仏弟子でありながら美食に舌鼓を打ち一般庶民を馬鹿にする、大谷家の貴族的体質を象徴する逸話と言える。

## フィクションでの描写
荒俣宏の小説『帝都物語』では、加持祈祷による米英ソの戦争指導者の呪殺を画策する事になっている。事実と異なる創作ではあるものの、浄土真宗の教義では加持祈祷を否定しており、作中の描写はそれに反するものである。映画版の『帝都大戦』では、観阿弥光凰なる架空の人物に置き換えられている。
また、辻原登の小説『許されざる者』の登場人物谷晃之は、京都に総本山をおく巨大仏教教団の宗家長子であり、西域を探検・調査している。

## 栄典
位階
- 1903年（明治36年）3月30日 - 正五位[5]

勲章等
- 1945年（昭和20年）1月15日 - 御紋付木杯[6]

## 著書ほか
- 『大谷光瑞全集』、大乗社（全13巻）、1935年
- 『大谷探検隊　西域探検紀行全集9』長沢和俊編、白水社、1966年。単行新版 2004年ほか

## 伝記・評伝
- 杉森久英 『大谷光瑞』（中央公論社、1975年）
- 津本陽 『大谷光瑞の生涯』（角川文庫、1999年）
- 『大谷光瑞とアジア』（柴田幹夫編、勉誠出版、2010年5月）-多角的な観点からの論考を収む。
- 『大谷光瑞の研究：アジア広域における諸活動』（柴田幹夫、勉誠出版、2014年5月）-大谷光瑞の評伝としては、信頼できるもの。
- 『大谷光瑞と国際政治社会　チベット、探検隊、辛亥革命』（白須淨眞編、勉誠出版、2011年10月）-当時の国際情勢での活動の一端を論考。
- 『大谷光瑞とスヴェン・ヘディン』（白須淨眞編、勉誠出版、2014年9月）-当時の国際政治社会での探検家スヴェン・ヘディン（スウェーデン）との交流を論考。
- 『「世界」へのまなざし　最古の世界地図から南方熊楠・大谷光瑞へ』（三谷真澄編、法藏館、2017年12月）